# Staffan Björklunds teater
Staffan Björklunds teater är en professionell dockteater med sin fasta hemmascen i Hög, Kävlinge kommun. 
Teatern drivs av det tidigare lärarparet Staffan Björklund (född 1945) och Enid Björklund (född 1944) med inspiration från Staffan Björklunds tidiga dockteaterarbete i Köpenhamn under ledning av teaterdirektören Jytte Abildstrøm på 1970-talet, efterhand i egen regi integrerat med lärarverksamheten i Malmö. I samverkan med Förbundet för organisk-biologisk odling, och i anslutning till det ursprungliga vikingacentret i Hög (numera Vikingatider närmare Löddeköpinge), har teatern sedan 1991 skapat den ekologiska trädgården Pegasus trädgård. I denna åretrunt-öppna trädgård vid stranden till Lödde å och nedanför Högs kyrka inryms spelplatserna samt innovativa "naturhus", skolverksamhet och dockverkstad för allmänheten sommartid.
Teatern, som tillverkar egna trädockor, har i många år turnerat och deltagit vid festivaler utomlands och vunnit uppmärksamhet och priser för sin nytänkande verksamhet och sina dockor, såsom vid internationella festivalen i Prag och Stora jurypriset i Serbien. År 2011 erhöll teatern också Region Skånes särskilda kulturutmärkelse för sin verksamhet.